# Hyles lutescens
Hyles lutescens är en fjärilsart som beskrevs av Charles Oberthür 1904. Hyles lutescens ingår i släktet Hyles och familjen svärmare. Inga underarter finns listade i Catalogue of Life.